# Sokoki

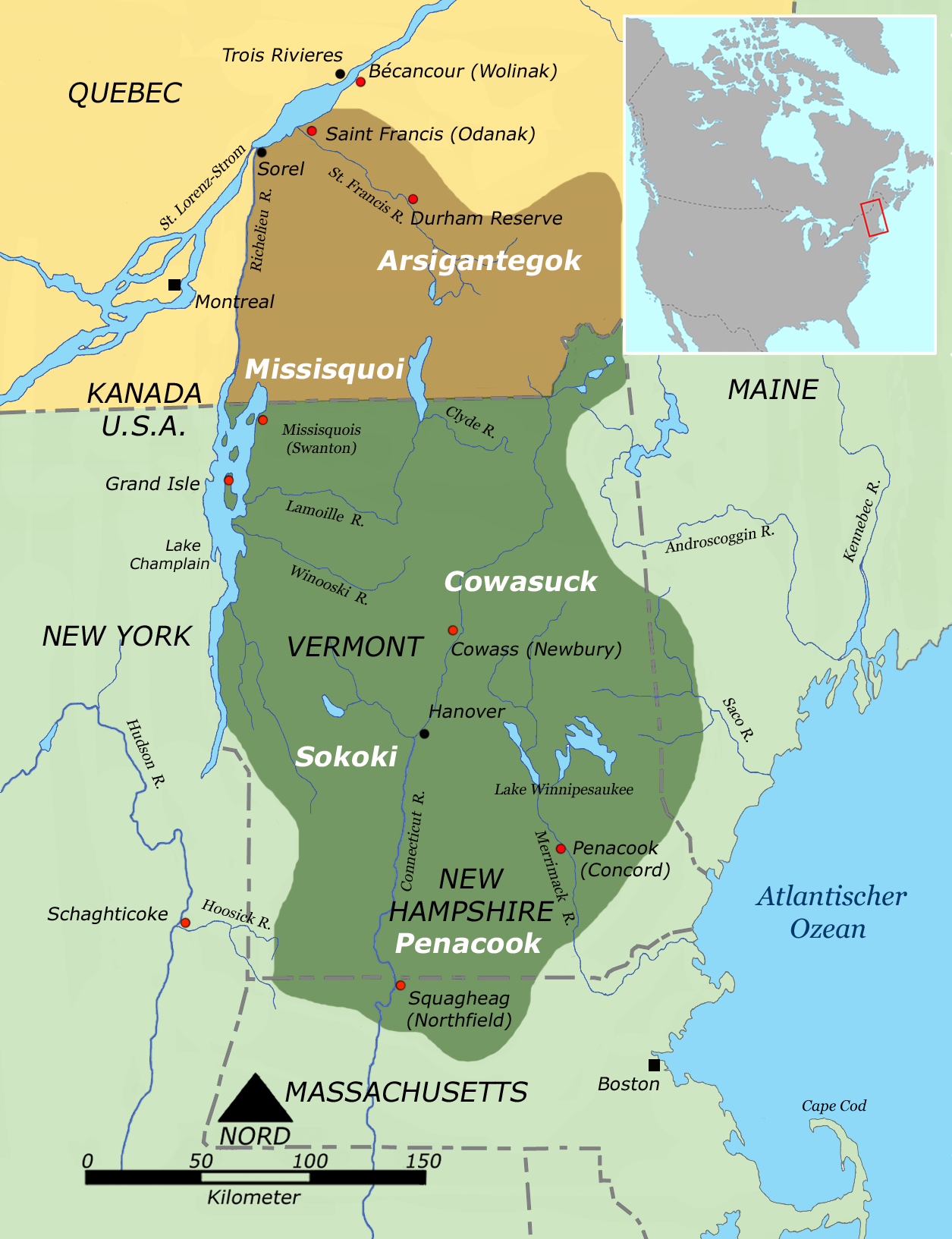
Ehemaliges Wohngebiet der Sokoki

Die Sokoki sind ein Algonkin sprechender Indianerstamm im nordöstlichen Nordamerika und gehören sprachlich und kulturell zu den Westlichen Abenaki. Sie gehörten der Abenaki-Konföderation an. Ihre Nachfahren sind heute in der St. Francis Sokoki Band of Missisquoi organisiert und bemühen sich um die staatliche Anerkennung (engl. Federal recognition) durch die US-Regierung.

## Name und Wohngebiet
Die Bezeichnung Sokoki stammt von ihrem Eigennamen Ozogwaki, im Plural Ozokwakiak  und bedeutet Leute,  die zerstören. Einige Varianten kommen dazu, nämlich in Französisch Assokekik, Sokokioi, Sokoquioi, Sokoqui; in Englisch Sowquachick, Squakey, Suckquakege, Zooquagese; in Holländisch Soquackick.
Der geografisch zentrale Stamm der Westlichen-Abenaki-Region, der auch die Anfänge des Dorfes von Saint Francis, heute Odanak genannt, gestaltete, waren die Sokoki vom oberen Connecticut River. Der Name Sokoki war irrtümlich von Historikern des 19. Jahrhunderts auf die Indianer des Saco Rivers angewendet worden, und Schriftsteller kamen zu der Auffassung, die Bewohner Squagheags, des südlichsten Sokoki-Dorfs bei Northfield, seien als eine isolierte und selbständige Gruppe anzusehen. Dokumente des 17. Jahrhunderts weisen die Sokoki aber als die Bewohner des gesamten oberen Connecticut Rivers aus, die den Namen Sokoki auch auf die Cowasuck in Newbury ausweiten konnten.
Die frühesten bekannten Dörfer der Westlichen Abenaki – Penacook, Squagheag, Missisquoi – waren zur Verteidigung mit den gleichen Palisaden geschützt wie auch Saint Francis. Die Dörfer waren typischerweise auf dem Rand einer Klippe angelegt, sowohl in der Nähe des zum Maisanbau geeigneten Schwemmlandes, als auch mit einer ausreichenden Wasserversorgung. Alle Dörfer lagen dicht an einem Fluss oder See, die zum Fischfang und als Reiseweg dienten. Ihre Häuser waren rechtwinklig, mit Rinde bedeckt, hatten gewölbte Dächer mit einem Loch als Rauchabzug für jedes Feuer und boten Platz für mehrere Familien.

## Lebensweise
Der Lebensunterhalt sicherte man überwiegend durch einen jährlichen Zyklus von Jagen, Sammeln und Feldanbau. Die erste Aktivität im Frühling bestand im Anzapfen von Ahornbäumen zur Herstellung von Sirup und vermutlich Zucker, sowohl zum sofortigen Verzehr als auch zur Lagerung. Darauf folgte der Fang von großen Mengen an Fischen aus den Frühlingsschwärmen, die sofort verzehrt oder geräuchert wurden. Man sammelte Frühlingspflanzen, die Knollen der Erdbirnen oder wilde Kartoffeln. Man schoss wilde Tauben (engl. Passenger Pigeons, Ectopistes migratorius) aus den Frühlingszügen. Im Mai wurden die Felder mit Mais, Bohnen und Kürbissen bestellt, während man Tabak in kleinen separaten Gärten pflanzte. Die Sommeraktivitäten zum Lebensunterhalt bestanden aus Unkrautjäten der Maisfelder, Fischen und Beerenpflücken, wenn eine Sorte reif wurde. Blaubeeren schätzte man besonders.
Ein längerer Aufenthalt auf einem der größeren Seen zum Fischen und um der Insektenplage in den Wäldern zu entkommen, wurde durch Rückreisen ins Dorf zum Jäten der Felder unterbrochen. Die Sokoki wanderten sogar im Sommer manchmal bis an die Meeresküste. Im späten Sommer sammelte man Heilpflanzen, trocknete und lagerte sie. Außerdem wurden Nüsse gesammelt, die wichtigsten waren Butternüsse (Juglans cinerea) und die heute ausgestorbenen Kastanien. Im Herbst wurde das reichlich vorkommende Wassergeflügel geschossen oder in Netzen gefangen und Mengen von wilden Tauben erlegt, wenn sie sich zum Flug in den Süden sammelten. Man fing Aale und räucherte sie für den Winter. Hirsche jagten die Sokoki eher durch Anpirschen als in Treibjagden. Alle Pelzträger wurden in Fallen gefangen; Biber und Bisamratten fing man in ihren Bauen am Wasser.

## Geschichte
Wie die anderen Westlichen Abenaki flohen auch viele Sokoki nach Kanada und siedelten in Saint Francis und Bécancour, wo sie zum katholischen Glauben konvertierten und zum Teil neue Namen von Heiligen der christlichen Kirche annahmen, wie St. Germain und St. Francis. Einige Sokoki sind in St. Francis und Bécancour geblieben, obwohl viele Gruppen diese Orte im Laufe der Jahre verlassen haben. Heute sind Angehörige der Sokoki in ganz Neuengland verstreut, viele gingen auch in die großen Städte, wie Boston, um Arbeit zu finden.
Weder der Bundesstaat Vermont noch die Vereinigten Staaten haben jemals Landansprüche oder den Stammes-Status der dort lebenden Abenaki anerkannt. Die Sokoki, heute organisiert in der St. Francis/Sokoki Band, meldeten zahlreiche Besitzansprüche für Teile ihres alten Wohngebietes an, doch alle wurden bisher abgelehnt. Auch der 1982 gestellte Antrag auf staatliche Anerkennung ist bis heute nicht entschieden.